# بردية ليوبولد الثاني
الوثيقة المصرية القديمة المعروفة باسم بردية ليوبولد الثاني (أصلاً بردية أمهيرست السادسة) هي جزء من سجلات المحكمة الأصلية التي تناولت سرقات المقابر خلال عهد رمسيس التاسع، وتعود إلى السنة السادسة عشرة من حكمه. تحتوي الوثيقة على اعترافات لثمانية رجال قاموا باقتحام مقبرة سوبكمساف الثاني، بالإضافة إلى وصف لإعادة بناء الجريمة. تسلط الوثيقة الضوء على الممارسات المتبعة في المحاكم المصرية القديمة، مثل انتزاع الاعترافات من خلال الضرب بعصا مزدوجة وضرب الأيدي والأقدام، وإعادة تمثيل الجريمة في موقعها، وسجن المشتبه بهم في بوابة أحد المعابد. تعتبر الوثيقة مصدرًا مهمًا لفهم أهمية الدفن والحياة الآخرة في مصر القديمة، بالإضافة إلى ممارسات الجريمة والعقاب خلال الأسرة العشرين.

## التاريخ الخلفي

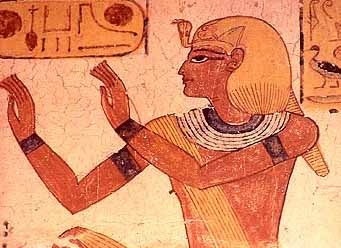
رمسيس التاسع.

حدثت السرقة التي وصفتها بردية أمهيرست-ليوبولد خلال الأسرة العشرين بمصر القديمة، في ظل "خلفية من الأزمات الاقتصادية وبوادر الانقسام الوطني." كانت هذه فترة صعبة لمصر، حيث فقدت السيطرة على أراضيها الخارجية وخسرتها، بينما قامت قوى أجنبية، مثل الليبيين، بمهاجمة الأراضي المصرية. خلال هذه الفترة، اكتسب القادة الإقليميون والدبلوماسيون الأجانب والممثلون الإداريون نفوذًا أكبر، بينما حاول الفراعنة فرض النظام المدني. كانت السلطة المدنية والإدارية في أدنى مستوياتها، في حين تفاقمت الأوضاع الاقتصادية بسبب التضخم: "في أواخر الأسرة العشرين، وهي فترة نملك عنها الكثير من الوثائق حول سرقات المقابر، يبدو أن هذه الممارسات شجعتها العوامل الاقتصادية." نتيجة لذلك، أصبحت سرقات المقابر وسيلة مغرية للحصول على الثروات خلال فترة ضعف مصر القديمة. "الدفنات السليمة غالبًا ما تكون فقيرة جدًا، حيث عرف اللصوص القدامى أنها لا تستحق عناء التحقيق."
كانت سرقات المقابر أمرًا شائعًا في العالم القديم، وخاصة في مصر: "من المحزن أن الغالبية العظمى من مقابر المصريين القدماء تعرضت للنهب في العصور القديمة." تم بذل جهود في الماضي لمنع لصوص المقابر، لكنها زادت من براعتهم وحيلهم. في البداية، كانت التوابيت تصمم لتكون أصعب في الفتح، وتحولت من الخشب إلى الحجر، بينما تم إغلاق المداخل بطرق تجعل من الصعب على اللصوص الوصول إليها. تم لاحقًا استخدام غرف دفن سرية لإخفاء الجثث. ورغم كل هذه التدابير، يبدو أن الإغراء بالثروات المحتملة خلال الأوقات الصعبة أدى إلى وقوع سرقات مثل تلك الموصوفة في بردية أمهيرست-ليوبولد.

## المحتوى

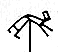
رمز التعذيب بالوتد.

يركز محتوى البردية على اعترافات الجناة بالجريمة المرتكبة، بالإضافة إلى العقوبات التي فرضت عليهم. المقبرة التي تم نهبها كانت تخص سوبكمساف الثاني، وتعود الجرائم إلى السنة الثالثة عشرة من حكم رمسيس التاسع. يظهر "أمينبنوفر" كالشخص الرئيسي في السرقة، ووفقًا لمحاكمته، تم العثور على كمية من الذهب تزن 32 رطلًا داخل الهرم. لم تقتصر السرقة على مقبرة سوبكمساف؛ "لقد وجدنا أيضًا زوجته الملكية وجمعنا كل ما وجدناه عليها. أخذنا أشياء من الذهب والفضة والبرونز وقمنا بتقسيمها فيما بيننا." بينما اعترف الجناة بارتكاب الجرائم، نعلم أن معايير العدالة في ذلك الوقت لم تكن عادلة أو مريحة: "اللصوص الذين مثلوا أمام المحققين في الأسرة العشرين تعرضوا للضرب كوسيلة لتذكر أنشطتهم، وتم استدعاء الشهود لتأكيد أو نفي أقوالهم. تم ضرب كل من المتهمين والشهود كوسيلة لإثارة ذاكرتهم." في ضوء ذلك، يصبح من الصعب الحكم ما إذا كان المتهمون هم الفاعلون الحقيقيون للجرائم، على الرغم من أن وصف الأحداث يشير إلى ذنبهم: "قمنا بنزع الذهب الذي وجدناه على المومياء العظيمة لهذا الإله، وأخذنا تمائمها وزخارفها التي كانت عند عنقها، بالإضافة إلى الأغطية التي كانت تستريح فيها." العقوبة الموصوفة كانت التعذيب بالوتد، وهي عقوبة مخصصة لأخطر الجرائم: "العقوبة لانتهاك مقبرة ملكية: التعذيب بالوتد."

## التاريخ الحديث للبردية

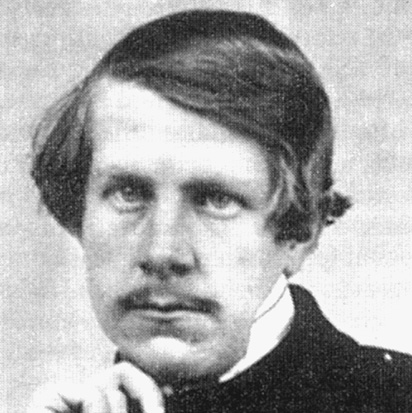
اللورد أمهيرست من هاكني.

تنقسم بردية أمهيرست-ليوبولد إلى قسمين: النصف السفلي من البردية تم شراؤه في مصر من قبل بارون إمهرست الأول من هاكني في منتصف القرن التاسع عشر، وبيع إلى جون بيربونت مورجان في عام 1913. في عام 1935، تم العثور على النصف العلوي المفقود من قبل عالم المصريات البلجيكي جان كابارت في المتاحف الملكية للفنون والتاريخ ببروكسل، وتم منحه اسم "بردية ليوبولد الثاني". كان هذا الجزء مخبأً داخل تمثال خشبي حصل عليه الملك البلجيكي المستقبلي ليوبولد الثاني ملك بلجيكا خلال إحدى زياراته لمصر في 1854 أو 1862. نتيجة لذلك، كانت الجهود المبذولة لتنسيق توثيق وفهم بردية أمهيرست-ليوبولد صعبة، على عكس وثائق مماثلة مثل بردية أبوت.

## الأهمية التاريخية
تعتبر بردية أمهيرست-ليوبولد ذات أهمية كبيرة في فهم ثقافة مصر القديمة، "وتقدم لنا تفاصيل أكثر مما يمكن أن نستعيده من الأدلة الأثرية فقط." توضح الوثيقة انتشار سرقات المقابر في مصر القديمة والمكاسب التي كانت توفرها، وتظهر سبب إقدام الناس على هذا الفعل الخطير والصعب. كما أن العقوبات المفروضة على الجريمة نفسها تعتبر مهمة، حيث أن قسوة التعذيب بالوتد تشير إلى أن سرقات المقابر كانت تؤخذ على محمل الجد. قد يشير ذلك إلى أن السلطات أرادت منع السرقات المستقبلية من خلال فرض عقوبات صارمة، أو ربما يعكس أهمية الموت والحياة الآخرة في مصر القديمة. كان يُعتقد أن الأعمال التي تتضمن سرقة القبور، مثل أخذ الهدايا الجنائزية وتدمير التوابيت أو حتى جثث المتوفين، قد تعرض رحلتهم إلى الحياة الآخرة للخطر، وربما كان هذا هو السبب وراء استخدام عقوبة عنيفة ومؤلمة كهذه. ما نعرفه على وجه اليقين هو أن هذه الوثيقة تقدم نظرة فريدة على ثقافة الإدارة المصرية، مما يعطينا فكرة عن الحياة وممارسات المصريين القدماء.

## قراءات إضافية
- بيربيرير، م.ل.، بناة مقابر الفراعنة (الجامعة الأمريكية بالقاهرة، 1993) (ردمك 977-424-210-6)، ص135 وما بعدها.
- بريستيد، ج.ه.، السجلات القديمة لمصر، الجزء الرابع، (شيكاغو، 1906)
- كابارت، ج.، أ.هـ. غاردينر، ب. فان دي وال، "ضوء جديد على سرقات مقابر الرعامسة." مجلة الآثار المصرية 22، العدد 2 (1936): 169-193.
- كوتريل، ليونارد، الفراعنة المفقودون، الطبعة الثامنة (بان بوكس، 1977)
- غراندت، بيير، موسوعة أكسفورد لمصر القديمة، المملكة الحديثة
- إكرام، سليمة ودودسون، أيدان، المومياء في مصر القديمة (تايمز وهدسون، 1998)
- جيمس، ت.غ.ه.، شعب الفراعنة: مشاهد من الحياة في مصر الإمبراطورية (توريس بارك بابيرباكس، 2007) (ردمك 1-84511-335-7)
- بيدن، أليكس ج.، موسوعة أكسفورد لمصر القديمة، رمسيس التاسع
- بيت، ت.إ.، سرقات القبور الكبرى في الأسرة المصرية العشرين، أكسفورد، 1930، ص45-51
- سبنسر، أ.ج. الموت في مصر القديمة (كتب بنغوين، 1982)